# Trèfle
Trifolium
«  Trifolium » redirige ici. Pour les autres significations, voir Trifolium (homonymie).
Pour les articles homonymes, voir Trèfle (homonymie).
Genre
Classification phylogénétique
Les trèfles sont un genre de plantes à fleurs de la famille des Fabacées (Légumineuses), appartenant au genre Trifolium. Ce sont des plantes herbacées.
Ils sont caractérisés par leurs feuilles composées à trois folioles et leur capacité à fixer l'azote atmosphérique grâce à des bactéries symbiotiques hébergées dans leurs racines. Leur richesse en protéines en fait des plantes de valeur dans les prairies destinées à l'alimentation des ruminants.
Selon la croyance populaire, les rares exemplaires de feuilles à quatre folioles (trèfle à quatre feuilles) portent bonheur à celui qui les découvre.
L'espèce la plus commune dans les prairies et les pelouses des régions à climat tempéré est le trèfle blanc (Trifolium repens L.).

## Caractéristiques botaniques

### Appareil végétatif

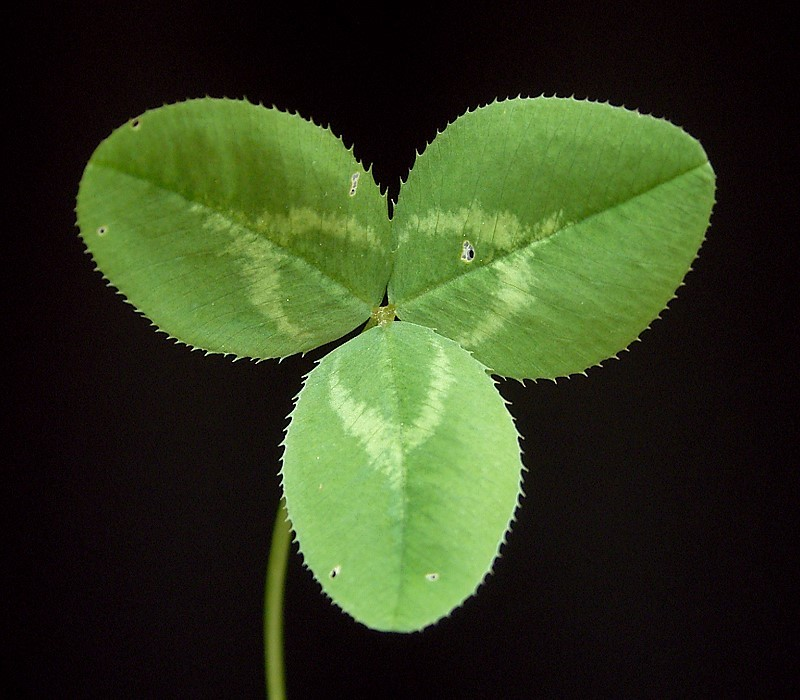
Les trois folioles d’une feuille de Trifolium repens.

Plantes herbacées généralement de petite taille, certaines rampantes, qui peuvent être vivaces, annuelles ou bisannuelles.
Les feuilles sont généralement à trois folioles (parfois quatre), et sont à l'origine du nom de la plante ; ces folioles sont presque toujours dentées, parfois maculées en leur centre.

### Appareil floral

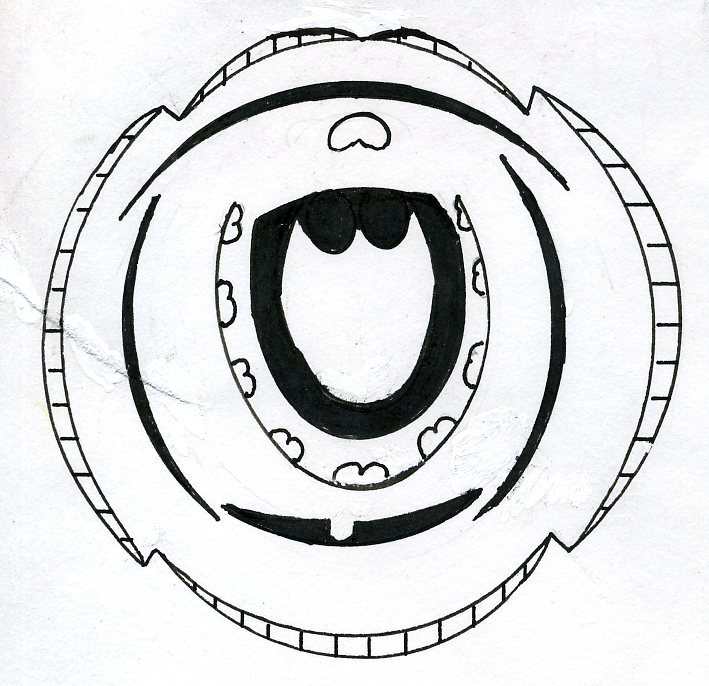
Diagramme floral du trèfle des prés.

L'inflorescence comporte de nombreuses fleurs groupées en têtes sous forme d'une grappe, et qui ressemble soit à un capitule  en boule, soit à un épi, les pédoncules s'alignant en étages serrés le long de l'extrémité de la tige.
Le calice de la fleur compte cinq dents, avec une corolle typique des fabacées (étendard, ailes et carène), avec des ailes plus longues que la carène, et un étendard érigé généralement recourbé vers le haut dans la majorité des espèces.
L'androcée est diadelphe (étamines assemblées en deux groupes).
Le fruit typique des Fabacées, la gousse multiséminée à déhiscence longitudinale, subit une modification morphologique : elle devient pauciséminée voire uniséminée (quatre graines, trois, deux voire une : akène) et indéhiscente.

## Distribution

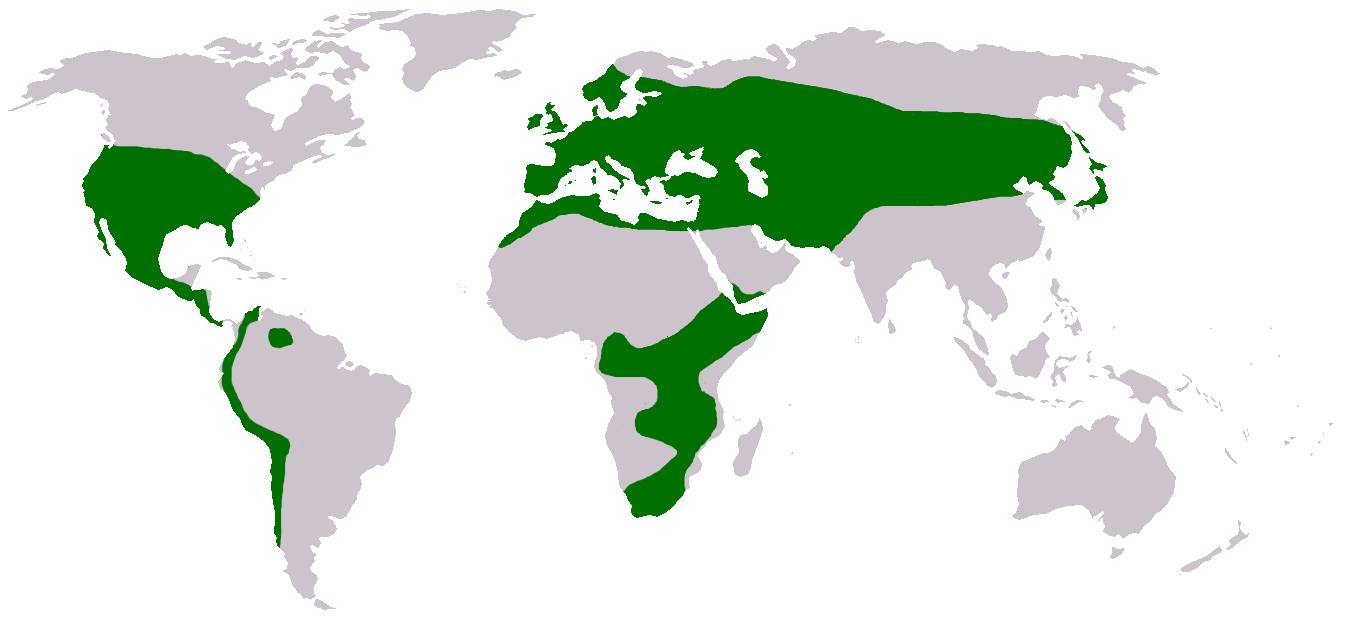
Carte de répartition du genre Trifolium.

Le genre Trifolium est très répandu dans le monde et représenté dans un total de quatre régions floristiques : Néotropique, Paléotropique, Holarctique et Capensis.
Il est absent de la région australasienne.
Son aire de répartition peut être subdivisée en trois centres distincts : Eurasie, Afrique et Amérique.
Environ 59 % des espèces du genre se trouvent en Eurasie. Le centre d'origine du genre, qui est la région ayant la plus grande diversité d'espèces (total de 110 espèces dans sept sections), se situe dans le bassin méditerranéen.
Dans la région euro-sibérienne et touranienne-iranienne on ne trouve au contraire que 8 % des espèces. Presque tous les pays riverains de la Méditerranée possèdent des espèces endémiques.
La plupart de ces dernières se trouvent en Turquie, avec un total de neuf endémiques sur les 100 espèces naturellement présentes dans ce pays.
La limite nord de l'aire de répartition atteint le cercle Arctique dans le nord de la  Suède et de la Norvège.
Vers l'est, la biodiversité naturelle diminue et deux espèces seulement, Trifolium lupinaster et Trifolium gordejevi, se rencontrent dans l'Extrême-Orient russe, à Sakhaline et au Japon.
15 % des espèces sont présentes en Afrique.
En Afrique du Nord, la plupart sont indigènes, comme dans l'Europe méditerranéenne. Mais on n'y trouve que deux espèces endémiques, toutes deux dans les montagnes de l'Atlas.
La moitié des espèces d'Afrique du Nord sont également présentes dans les îles de Macaronésie.
Presque toutes les espèces absentes d'Europe peuvent être trouvées dans les hauts plateaux d'Éthiopie. Le trèfle manque dans la péninsule Arabique, à l'exception des hauts-plateaux du Yémen.
L'aire de répartition s'étend jusqu'au Cap dans le sud de l'Afrique, mais le trèfle ne pousse que dans les hautes terres tropicales et est absent des plaines.
Le trèfle manque à Madagascar, en Namibie, au Botswana et dans la zone sahéliennes. La seule espèce qui atteint la bordure nord du Sahara est le trèfle cotonneux (Trifolium tomentosum).
Les espèces restantes (26 %) se trouvent en Amérique.
En Amérique du Nord, le trèfle est absent de l'Alaska, de la plus grande partie du Canada[réf. nécessaire] et du nord-est des États-Unis. On le retrouve dans l'Est et l'Ouest de l'Amérique du Nord et de l'Amérique du Sud.
Le centre de diversité se situe en Californie.
Vers le sud, l'aire de répartition du trèfle s'étend jusqu'à environ 43° de latitude sud en Amérique du Sud, où il croît dans les montagnes andines.
Le trèfle manque dans les Antilles, à Panama et en Guyane.
De nombreuses espèces de trèfle, parmi celles croissant en Amérique du Nord, ont été introduites.
Déjà  en 1739, sur les dix espèces décrites par le botaniste néerlandais, Jan Frederik Gronovius, dans sa Flora Virginica, neuf sont présentées comme introduites.
En 1994, sur les 93 espèces de trèfle recensées aux États-Unis, 64 étaient indigènes et 29 des espèces néophytes (introduites).
En Australie, où il n'existe pas de trèfle indigène, de nombreuses espèces ont été introduites. Ainsi, dans le Sud-Ouest de l'Australie, 35 espèces de trèfle néophytes ont été recensées.
Des espèces introduites peuvent également se rencontrer dans les régions alpines de l'est de l'Australie. Un total de neuf espèces sont considérées comme envahissantes.
Le trèfle a également été introduit en Nouvelle-Zélande et à Hawaï.

## Utilisation

### Agriculture
Plusieurs espèces sont cultivées comme plantes fourragères ou comme engrais vert. Ce sont de surcroît des plantes mellifères. Les trèfles entrent très souvent dans la composition des prairies naturelles et des prairies temporaires mélangées. La valeur alimentaire des trèfles est élevée aussi bien en énergie qu'en matière protéique. La consommation importante de trèfle frais peut entraîner la météorisation chez les Ruminants ou la fourbure chez les chevaux. Le risque est variable selon les espèces de trèfle.

### Alimentation
Les feuilles du trèfle peuvent être consommées en salade.

## Prédateur
Les chenilles des papillons de nuit (hétérocères) suivants (classés par famille) se nourrissent de trèfle :
- Géomètre à barreaux (Geometridae),
- Doublure jaune,
- M noir,
- Noctuelle de la Cardère (Noctuidae),
- Sphinx du troène (Sphingidae).

## Principales espèces (France)
- Trifolium alexandrinum L. - Trèfle d'Alexandrie
- Trifolium alpestre L. - Trèfle alpestre
- Trifolium alpinum L. - Trèfle alpin
- Trifolium angustifolium L. - Trèfle à feuilles étroites
- Trifolium arvense L. - Trèfle Pied-de-lièvre ou Trèfle des champs
- Trifolium aureum Pollich - Trèfle doré ou Trèfle jaune
- Trifolium badium Schreb. - Trèfle bai
- Trifolium bocconei Savi
- Trifolium campestre Schreb. - Trèfle couché, trèfle champêtre ou Trèfle jaune
- Trifolium cernuum Brot.
- Trifolium cherleri L.
- Trifolium diffusum Ehrh.
- Trifolium dubium Sibth. - Trèfle douteux
- Trifolium fragiferum L.
- Trifolium glomeratum L.
- Trifolium hirtum All.
- Trifolium hybridum L. Trèfle hybride
- Trifolium incarnatum L. - Trèfle incarnat
- Trifolium isthmocarpum Brot.
- Trifolium lappaceum L.
- Trifolium leucanthum M.Bieb.
- Trifolium ligusticum Balb. ex Loisel.
- Trifolium maritimum Huds.
- Trifolium medium L.
- Trifolium michelianum Savi - Trèfle de Micheli
- Trifolium micranthum Viv.
- Trifolium montanum L. - Trèfle de montagne
- Trifolium nigrescens Viv. - Trèfle noircissant
- Trifolium occidentale Coombe - Trèfle de l'ouest
- Trifolium ochroleucon Huds. - Trèfle jaunâtre
- Trifolium ornithopodioides L.
- Trifolium pallescens Schreb.
- Trifolium pallidum Waldst. & Kit.
- Trifolium pannonicum Jacq.
- Trifolium patens Schreb.
- Trifolium phleoides Pourr. ex Willd. Trèfle étalé
- Trifolium pratense- L. Trèfle des prés ou Trèfle violet
- Trifolium purpureum Loisel. - Trèfle pourpre
- Trifolium repens L. - Trèfle blanc
- Trifolium resupinatum L. - Trèfle de Perse, Trèfle renversé ou Trèfle résupiné
- Trifolium retusum L.
- Trifolium rubens L. - Trèfle rougeâtre ou Trèfle rouge
- Trifolium saxatile All.
- Trifolium scabrum L. - Trèfle scabre
- Trifolium spadiceum L.
- Trifolium spumosum
- Trifolium squarrosum L.
- Trifolium stellatum L. - Trèfle étoilé
- Trifolium striatum L. - Trèfle strié
- Trifolium strictum L.
- Trifolium subterraneum - L. Trèfle souterrain ou Trèfle enterreur
- Trifolium suffocatum L.
- Trifolium sylvaticum Gérard ex Loisel.
- Trifolium thalii Vill. - Trèfle de Thal
- Trifolium tomentosum L.
- Trifolium uniflorum L.
- Trifolium vesiculosum Savi

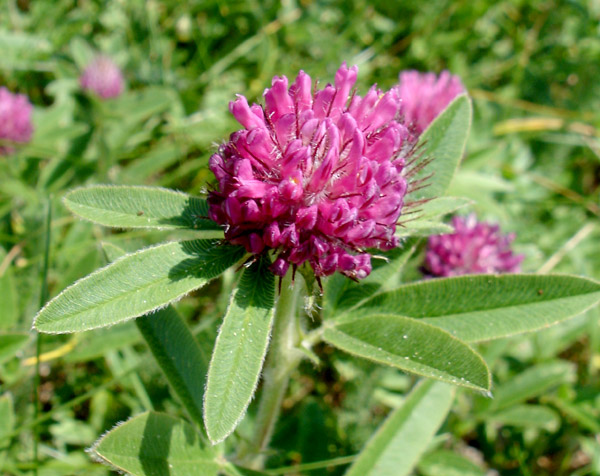
Trifolium alpestre
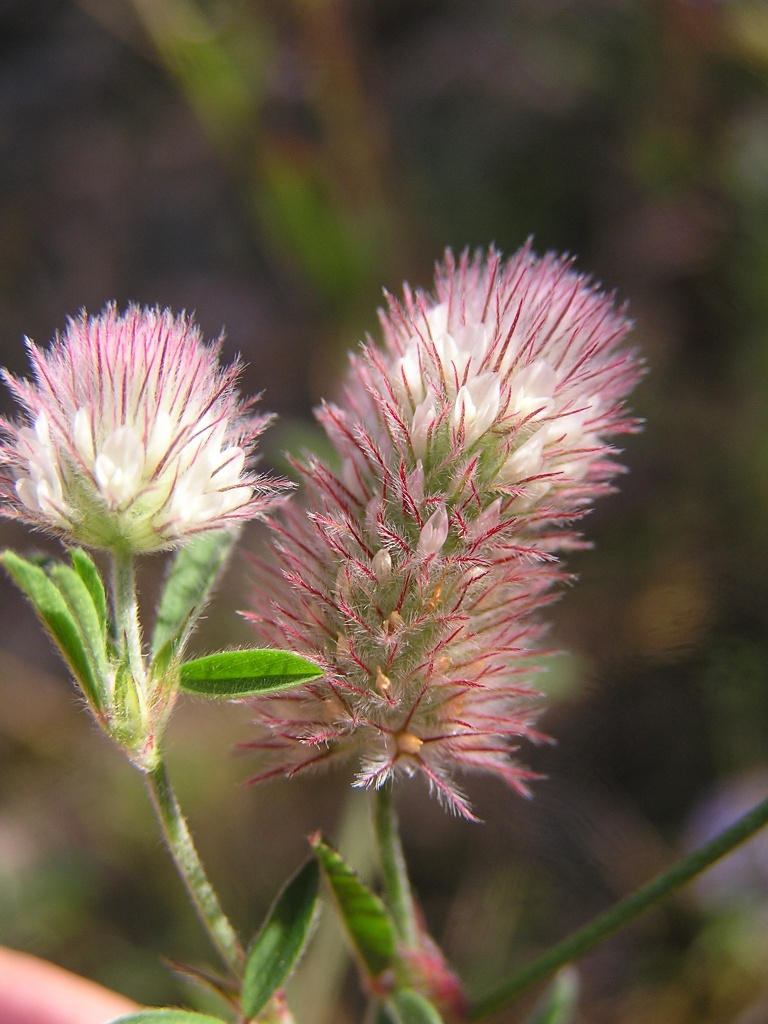
Trifolium arvense
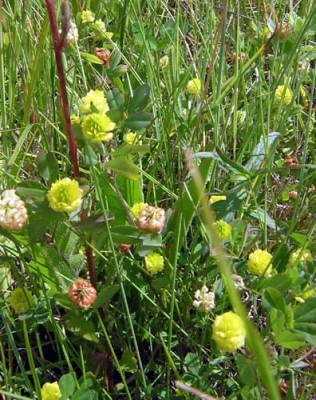
Trifolium campestre
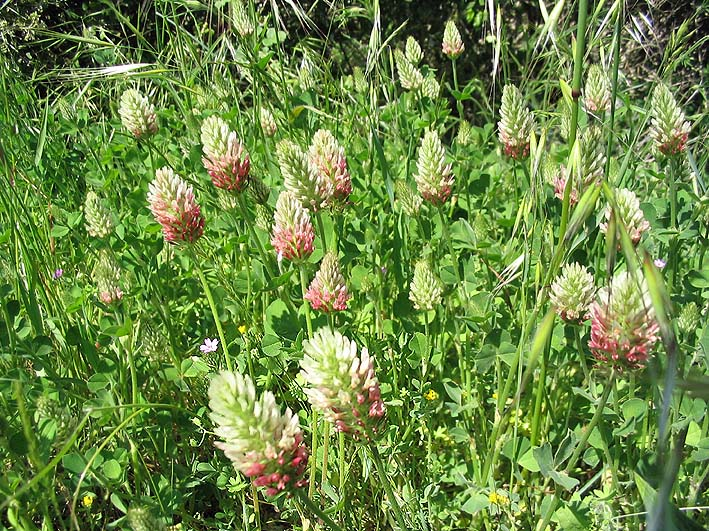
Trifolium incarnatum
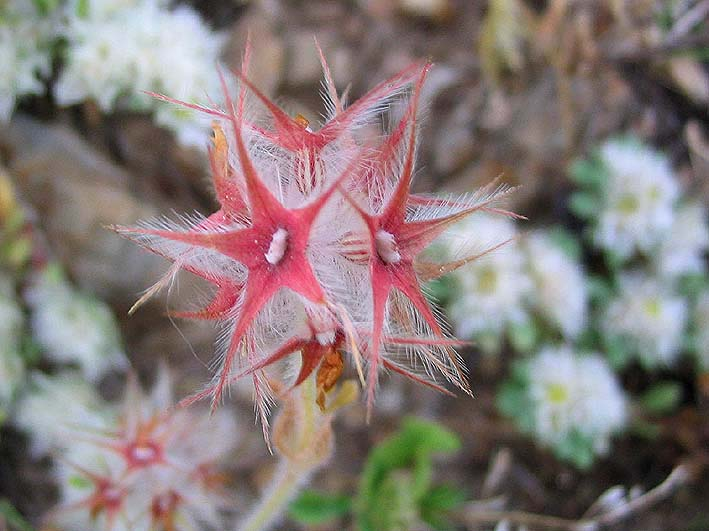
Trifolium stellatum

## Symbolique

### Plante magique

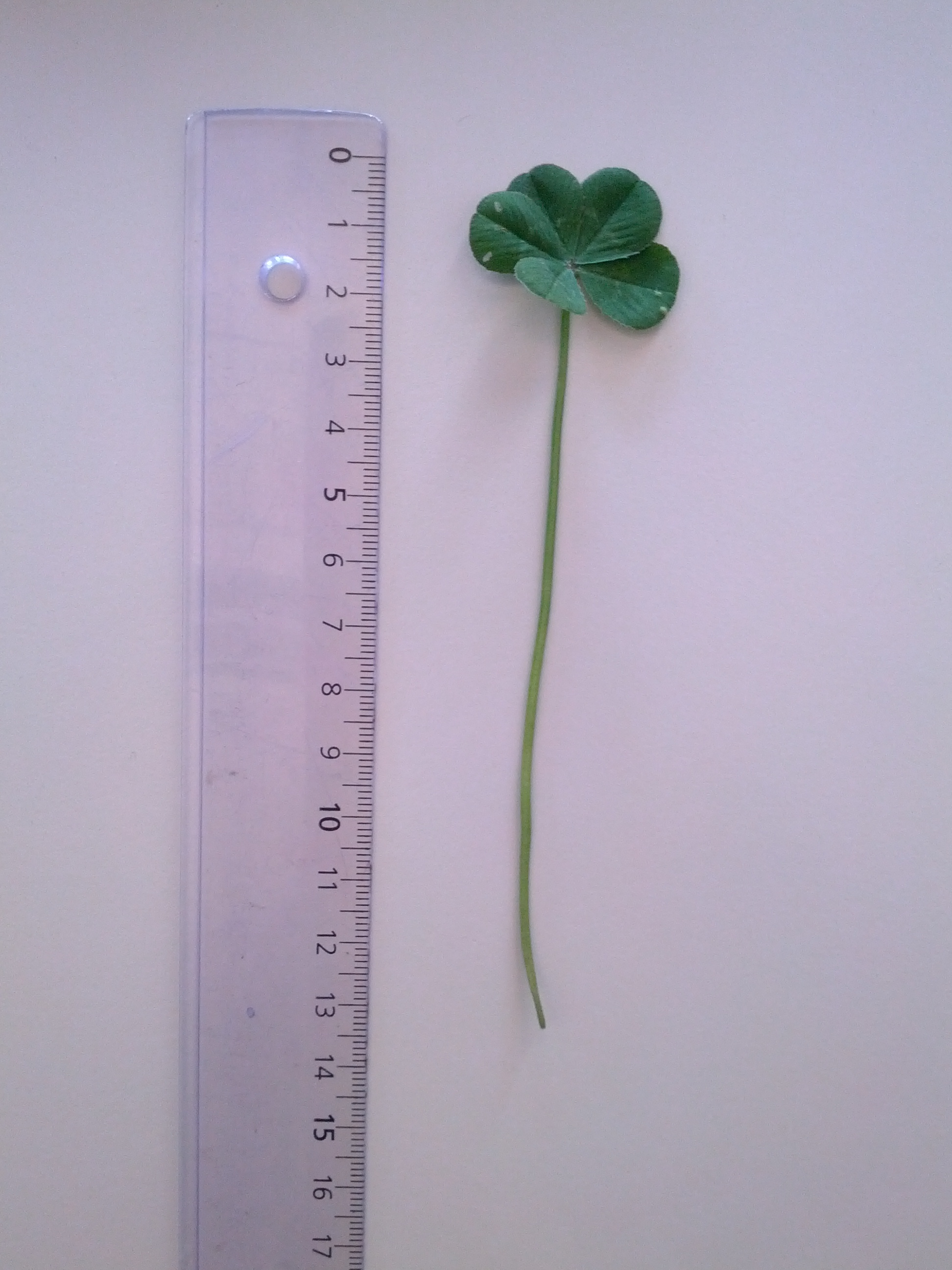
Trèfle à cinq feuilles

Jadis, le trèfle était considéré comme une plante magique associée à la magie blanche. S'il est notoire que la découverte d'un trèfle à quatre feuilles est censée porter bonheur à celui qui le trouve, d'autres sont étonnantes :
- à 4 feuilles, le trèfle peut rompre un sortilège, ou le renvoyer à son envoyeur ;
- à 5 feuilles, il prédit la célébrité ;
- à 6 feuilles, de très grosses rentrées d'argent ;
- à 7 feuilles, la prospérité à vie.

### Emblème
La feuille de trèfle est un symbole courant pour représenter l'Irlande (le trèfle irlandais) : la tradition veut que saint Patrick, le patron de l'île, se soit servi de la feuille de trèfle pour illustrer le mystère de la Trinité. On peut aussi remarquer que les folioles de la plante évoquent le  symbole celte à trois branches spiralées appelé triskell. La feuille de trèfle est aussi l'emblème de l'Association mondiale des guides et éclaireuses, l'organisation internationale du guidisme (scoutisme féminin).
Le trèfle apparaît également sur les logos du club de football du Celtic Glasgow, du club américain de basket-ball des Celtics de Boston ainsi que sur celui du club omnisports du Panathinaïkos.

### Calendrier républicain
- Dans le calendrier républicain, le Trèfle était le nom attribué au 3e jour du mois de prairial[12].

## Taxinomie
Une étude de génétique moléculaire réalisée en 2006 a révélé qu'une division en deux sous-genres Chronosemium et Trifolium avec huit sections est probablement justifiée. Dans ce cas, la section Lotoidea serait déchirée et les sections Mistyllus et Vesicaria seraient combinées. Cependant, les sous-genres suggérés par cette étude n’ont pas encore été valablement décrits pour la première fois.